# Zhoinda (sockenhuvudort i Kina, Qinghai Sheng, lat 33,20, long 97,03)
Zhoinda (kinesiska: 仲达, 仲达乡, 曾达) är en sockenhuvudort i Kina. Den ligger i provinsen Qinghai, i den nordvästra delen av landet, omkring 580 kilometer sydväst om provinshuvudstaden Xining. Antalet invånare är 3 597. Befolkningen består av 1 520 kvinnor och 2 077 män. Barn under 15 år utgör 20,0 %, vuxna 15-64 år 73 %, och äldre över 65 år 6,0 %.
Runt Zhoinda är det mycket glesbefolkat, med 6 invånare per kvadratkilometer. Närmaste större samhälle är Lab, 13,0 km nordost om Zhoinda. Trakten runt Zhoinda består i huvudsak av gräsmarker.
Genomsnittlig årsnederbörd är 715 millimeter. Den regnigaste månaden är juli, med i genomsnitt 178 mm nederbörd, och den torraste är december, med 4 mm nederbörd.